# En galen kväll
En galen kväll är den svenske rockartisten Tomas Ledins andra livealbum, utgivet på skivbolaget Polar Music 1985.
Skivan spelades in under en folkparksturné i Sverige 1984 av Hans Lundholm. Den producerades av Ledin och gavs ut som en dubbel-LP. 1992 utgavs den på CD. Den nådde en sextondeplats på den svenska albumlistan.

## Låtlista
Alla låtar är skrivna av Tomas Ledin.

### LP
A
1. "Don't Touch That Dial" – 3:36
2. "Vi är på gång" – 2:42
3. "Kom lite närmare" – 4:34
4. "Med öppna ögon" – 3:21
5. "Nothing in Between" – 5:18

B
1. "Blå, blå känslor" – 2:51
2. "Det finns inget finare än kärleken" – 3:49
3. "Sommaren är kort" – 5:01
4. "Forget About Dancing" – 5:33
5. "Never Again" – 3:48

C
1. "Take Good Care of Your Children" – 4:14
2. "Not Bad at All" – 4:11
3. "På vingar av stål" – 4:15
4. "What Are You Doing Tonight?" – 3:44
5. "Everybody Wants to Hear It" – 3:32

D
1. "Vi ska gömma oss i varandra" – 4:05
2. "Sensuella Isabella" – 5:26
3. "I natt är jag din" – 2:50
4. "Knivhuggar-rock" – 2:22
5. "Just nu!" – 3:12
6. "Svenska flickor" – 3:37

## Medverkande
- Rutger Gunnarsson – bas
- Henrik Janson – gitarr
- Tomas Ledin – gitarr, piano, producent
- Svante Persson – keyboards
- Johan Stengård – saxofon, flöjt
- Åke Sundqvist – trummor

## Listplaceringar
| Lista (1985) | Topplacering |
| ------------ | ------------ |
| Sverige      | 16           |

### Fotnoter
1. 1 2 3  ”Tomas Ledin”. Svensk mediedatabas. Arkiverad från originalet den 25 juli 2014. https://web.archive.org/web/20140725173941/http://smdb.kb.se/catalog/search?q=Tomas+Ledin&x=0&y=0. Läst 16 januari 2013.
2. 1 2  Placeringar på den svenska albumlistan